# Monte Ruju (Siligo)
costituiscono degli elementi fortemente caratterizzanti del paesaggio del Logudoro.»
(R. Cioni, Gli edifici vulcanici cenozoici della Sardegna, 2015)
Il monte Ruju (in sardo: monte Rosso), è un monte situato in territorio di Siligo, nel Logudoro Meilogu, nella Sardegna nord-occidentale. La sua cima, che si innalza fino alla quota di 536 metri s.l.m., è la maggiore del sistema di coni allineati in direzione NNO-SSE che comprende, oltre al Ruju, Percia, Sos Pianos, Pubulema, Monte Sa Figu ’e Mannu.
Il nome è riferito alle scorie rossastre che appaiono sulla sommità del versante meridionale.

## Descrizione
Il monte Ruju è costituito da scorie basaltiche di colore rosso. Il cono è costituito al di sopra delle colate basaltiche riconducibili allo stesso centro eruttivo e a quello adiacente del Monte Percia.